# Жорж Помпіду
Жорж Помпіду́ (повне ім'я: Жорж Жан Раймон Помпіду, фр. Georges Jean Raymond Pompidou; 5 липня 1911, Монбудіф, департамент Канталь, Овернь — 2 квітня 1974, Париж) — французький державний діяч, прем'єр-міністр (1962–1968) і президент (1969–1974) П'ятої республіки, лідер правих (голлістів).
Його прем'єрство і президентство ознаменувалися економічним підйомом і технічною модернізацією Франції, а також подальшим розвитком європейських структур.
Літературознавець, викладач літератури й класичних мов, поціновувач мистецтва, Помпіду був засновником паризького музею сучасного мистецтва — Центру Помпіду, а також укладачем антології французької поезії з власними коментарями.

## Біографія
Жорж Помпіду син Леона Помпіду (1887—1969), вчителя іспанської, та Марії Луїзи Шаваньяк (1886—1945), шкільної вчительки. Також він мав молодшу сестру Мадлен Помпіду.
Жорж пішов у школу в Альбі, куди призначили його батька. Він чудово вчився і навіть 1927 року переміг у Всефранцузькій олімпіаді з грецької мови. Потім вчився у ліцеї Альби в Тулузі та у Ліцеї Людовика Великого у Парижі. Після чого вступив 1931 року до Вищої нормальної школи Парижа. Після Вищої нормальної школи, Жорж почав викладати французьку, латину та грецьку у Марсельському ліцеї Святого Карла, а далі перевівся у паризький Ліцей Генріха IV.
29 жовтня 1935 року одружився з Клод Помпіду. Вони не мали власних дітей, лише усиновленого Алена Помпіду.
Жорж був викликаний до військової частини у 1940 і демобілізований після Французької кампанії.

## Політична кар'єра
Після звільнення Франції 1944 року, Жорж Помпіду з допомогою свого друга голліста Рене Брує зайняв пост чиновника з національної освіти у Тимчасовому уряді генерала Шарля де Голля. А пізніше був призначений доповідачем при Державній раді. Після відставки де Голля він відійшов у тінь, щоб потім, при поверненні генерала до влади, обійняти посаду прем'єр-міністра Франції.
У період з 1962 до 1968 Жорж Помпіду очолював чотири Уряди при президенті де Голлі. Помпіду був головою уряду довгі шість років .

## Президентство 1969—1974
Внутрішня політика
Жорж Помпіду - вірний соратник де Голля, незважаючи на дистанцію між діячами в останній рік президентства генерала, залишився вірним основним принципам його політики. Підтвердивши принципові засади та основні напрямки зовнішньополітичного курсу свого попередника, Ж. Помпіду висунув формулу «наступність та оновлення». У Ж. Помпіду була відсутня притаманна де Голлю полум'яня ідея національної величі Франції. На відміну від де Голля, Ж. Помпіду віддав пріоритет вирішенню внутрішніх економічних і соціальних завдань, подаланню проблем 1968 року .
Внутрішня політика Жоржа Помпіду була спрямована на економічну модернізацію та індустріалізацію Франції (розроблялися великі французькі та європейські проєкти, як-от консорціуми Airbus чи TGV). За його президентства французькі міста почали пристосовувати до автомобільного транспорту, чисельність якого швидко зростала. Він також сприяв механізації в агропромисловості та її інтенсифікації за допомогою використання добрив та пестицидів.
1974 року відкрив міжнародний аеропорт Руассі — Шарль де Голль, на честь засновника П'ятої республіки.
Зовнішня політика
Як президент країни, Помпіду в питаннях міжнародної політики в основному продовжував початий де Голлем курс, спрямований на забезпечення самостійних дій Франції на міжнародній арені, при збереженні союзницьких відносин Франції з західними союзниками. Першою ініціативою нового президента було зламати дипломатичну ізоляцію Франції на міжнародній арені. Саме тому він брав активну участь у створенні нового європейського об'єднання — Європейської економічної спільноти.
Наприкінці 60-х - початку 70-х років у взаєминах П'ятої республіки з США і НАТО намітився перехід від напруженості до відновлення співпраці. Це було викликано насамперед формуванням більш гнучкої позиції США щодо європейських партнерів.
У 1970 році Помпіду відвідав з офіційним візитом СРСР, під час перебування в Москві підписав Радянсько-французький протокол, що передбачав взаємні зобов'язання обох країн з найважливіших міжнародних питань, підписав «Принципи про співробітництво між Францією та СРСР» та інші політичні документи.
На Близькому і Середньому Сході пошлітика Ж. Помпіду відповідала збалансованій політиці Шарля де Голля: уважне ставлення до позиції арабського світу одночасно з продовженням співпраці з Ізраїлем. На відміну від США, які у 1968-72 роках здійснювали широкі поставки військової техніки Ізраїлю, Франція зберігала ембарго на постачання зброї країнам, що безпоередньо брали участь у конфлікті.